# Der Leuchtturm (2019)
Der Leuchtturm (Originaltitel The Lighthouse) ist ein Horrorfilm von Robert Eggers, der am 19. Mai 2019 im Rahmen der Internationalen Filmfestspiele von Cannes in der Reihe Quinzaine des Réalisateurs seine Premiere feierte und am 28. November 2019 in die deutschen Kinos kam. Der Film ist in der Welt alter Seefahrer-Mythen angesiedelt und handelt von zwei Leuchtfeuerwärtern in Maine Ende des 19. Jahrhunderts, die zusehends dem Wahnsinn verfallen.

## Handlung
Tom Wake, ein ehemaliger Seemann mit einer rätselhaften Beinverletzung, und sein neuer Gehilfe Ephraim Winslow, der seine Stelle als Holzfäller in Kanada aufgegeben hat, treten Ende des 19. Jahrhunderts gemeinsam eine vierwöchige Schicht als Leuchtturmwärter auf einer kleinen, felsigen Insel an der Spitze Nova Scotias an. Wake erklärt sich selbst für das Licht und fürs Kochen verantwortlich und besteht darauf, dass nur er die Nächte oben im Turm verbringt, obwohl die Vorschriften besagen, dass sich beide bei den Schichten abwechseln sollen. Winslow, den er anfangs nur „Junge“ nennt, teilt er die niederen Arbeiten zu: Er muss tagsüber Kohle für die Dampfmaschine herankarren und sie nachts als Heizer in Gang halten, die Nachttöpfe leeren, Hummer fangen, waschen, flicken und putzen. Während seiner Tätigkeiten im Freien wie auch vor dem Fenster des gemeinsamen Schlafzimmers begegnet er mehrmals einer einäugigen Möwe, die sich nur mit Mühe verscheuchen lässt und die er schließlich vor Wut tötet.
Ephraim ärgert sich, dass er nicht auf den Turm darf, und ist auch misstrauisch und verängstigt darüber, dass Wakes ehemaliger Assistent starb, nachdem er dem Wahnsinn verfallen war. Wakes eintönige Hummerkost ödet ihn an, seine Schikanen werden unerträglich. Es dauert nicht lange, bis der eher zurückhaltende Ephraim einen tiefen Groll gegen seinen Tyrannen entwickelt.
Als ihre vier Wochen verstreichen, macht ein plötzlich heraufziehender Sturm das Verlassen der Insel unmöglich. Es scheint, dass Ephraim noch Wochen mit Wake auf der einsamen Insel verbringen muss, während die Vorräte unausweichlich zu Ende gehen. Wenn sie gemeinsam ihre Zeit verbringen müssen, verhält sich Wake äußerst vulgär, und die Spannungen zwischen den Männern nehmen immer mehr zu. Wenn sie gemeinsam trinken, stellt sich jedoch eine gewisse Intimität zwischen den beiden ein. Winslow beginnt, sich immer mehr in Visionen zu verlieren. In einer Nacht erzählt Winslow im Suff, dass sein richtiger Name Thomas Howard sei und er die Identität von Ephraim Winslow, eines Holzfällers, angenommen habe, den er nach einem Unfall ertrinken ließ.
Howard (alias Winslow) versucht, die Insel in einem Ruderboot zu verlassen, wird jedoch von Wake überrascht, welcher das Boot mit einer Axt zerstört. Er wird von Wake in die Hütte gejagt, wo dieser behauptet, Howard habe das Boot selbst zerstört. Nachdem in der Nacht ein schwerer Brecher das Wohnhaus der beiden verwüstet hat, findet Howard am nächsten Morgen das herumtreibende Leuchtturm-Logbuch von Wake, in dem dieser ihn durchweg negativ bewertet und empfiehlt, ihn ohne Bezahlung zu entlassen. Er stellt daraufhin Wake zur Rede. Es kommt zum Kampf, in dem Howard die Oberhand gewinnt. Er führt Wake wie einen Hund an einer Leine zum Leuchtturm und versucht, ihn dort im Loch der ehemaligen Schnapsvorräte lebendig zu begraben. Howard nimmt den Schlüssel für die Laternenkammer an sich und macht sich auf den Weg nach oben, wird jedoch von Wake mit einer Axt an der Schulter verletzt. Howard wehrt sich und tötet Wake.
Oben in der Laternenkammer öffnet sich die Fresnel-Linse für ihn. Howard gerät in dem gleißenden Licht in Ekstase, greift fasziniert hinein und fängt an zu schreien, bis er die ganze Treppe des Leuchtturms herunterfällt. Am Schluss sieht man ihn geblendet und nackt an der Küste liegen, wo mehrere Möwen seine Gedärme auspicken. Vom Leuchtturm fehlt jede Spur.

## Produktion

### Stab, Besetzung und Synchronisation
Regie führte Robert Eggers, der gemeinsam mit seinem Bruder Max Eggers auch das Drehbuch geschrieben hat, wobei der Filmemacher den Stoff zuvor mit den Produzenten Rodrigo Teixeira und Lourenço Sant’ Anna von RT Features entwickelte. In einem Interview erklärte Robert Eggers, dass einige Erzählungen des US-amerikanischen Schriftstellers Edgar Allan Poe, insbesondere dessen literarisches Fragment Der Leuchtturm (1849) ursprünglich Inspiration für den Film waren. In einer Stellungnahme zeigte sich das für den Vertrieb zuständige Studio A24 vom Skript, das in einer Welt alter Seefahrer-Mythen angesiedelt ist und zu Beginn des 20. Jahrhunderts spielt, begeistert: „Es erschafft ein komplett einzigartiges und ambitioniertes Universum und schafft es, sich gleichzeitig irgendwie beängstigend, spannend, wundersam und wunderschön anzufühlen.“
Die Brüder ließen sich bei ihrer Arbeit von Zeitschriften aus dieser Zeit inspirieren und von Passagen aus Herman Melvilles Erzählungen und dem Werk der aus Maine in New England stammenden Romanautorin und Dichterin Sarah Orne Jewett.
Willem Dafoe übernahm die Rolle des Leuchtturmwärters Thomas Wake. Im Februar 2018 wurde die Besetzung der Rolle von Ephraim Winslow mit Robert Pattinson bekannt. Die Meerjungfrau, eine Sirene aus Ephraims Visionen, wird von Valeriia Karaman gespielt.
Die deutsche Synchronisation entstand nach einem Dialogbuch und der Dialogregie von Christoph Cierpka im Auftrag der Interopa Film GmbH in Berlin. Johannes Raspe leiht in der deutschen Fassung Ephraim Winslow seine Stimme, Reiner Schöne spricht Thomas Wake.

### Dreharbeiten und Ausstattung
Die Dreharbeiten fanden im Frühjahr 2018 in der Küstenstadt Yarmouth, in Halifax, der Hauptstadt der kanadischen Provinz Nova Scotia, und auf der Halbinsel Cape Forchu an der Südspitze des Landesteils statt. Auf der von Vulkangestein gebildeten Insel, auf der sich keine Bäume finden, hatte das Filmteam einen 20 Meter hohen, funktionierenden Leuchtturm errichtet. Laut Eggers Aussage kamen während der Dreharbeiten keine Wind- und Regenmaschinen zum Einsatz. Für das Szenenbild zeichnete Craig Lathrop und für das Kostümbild Linda Muir verantwortlich, die beide bereits mit Eggers an dessen Film The Witch (2015) gearbeitet hatten. Als Kameramann fungierte Jarin Blaschke, der ebenfalls an der Umsetzung von The Witch beteiligt war. Der Film wurde in Schwarz-Weiß, in einem altmodischen 1,19:1-Seitenverhältnis gedreht, wodurch die Aufnahmen eine nahezu quadratische Form erhielten, wie zu Beginn des Tonfilms üblich. Christoph Petersen von Filmstarts bemerkt: „Im quadratischen 1:1-Format fühlte man die klaustrophobische Enge der Situation schon, bevor die beiden Wärter überhaupt auf der Insel eintreffen.“ Für ihn gehören diese gestochen scharfen, zu gleichen Teilen wunderschönen und zutiefst verstörenden Aufnahmen der tosenden See und des kargen Felseilands, neben Roma (2018) zu den stärksten Schwarz-Weiß-Bildern, die man seit langer Zeit gesehen hat.

Der Filmset zu Der Leuchtturm, auf der Halbinsel Cape Forchu an der Südspitze von Nova Scotia
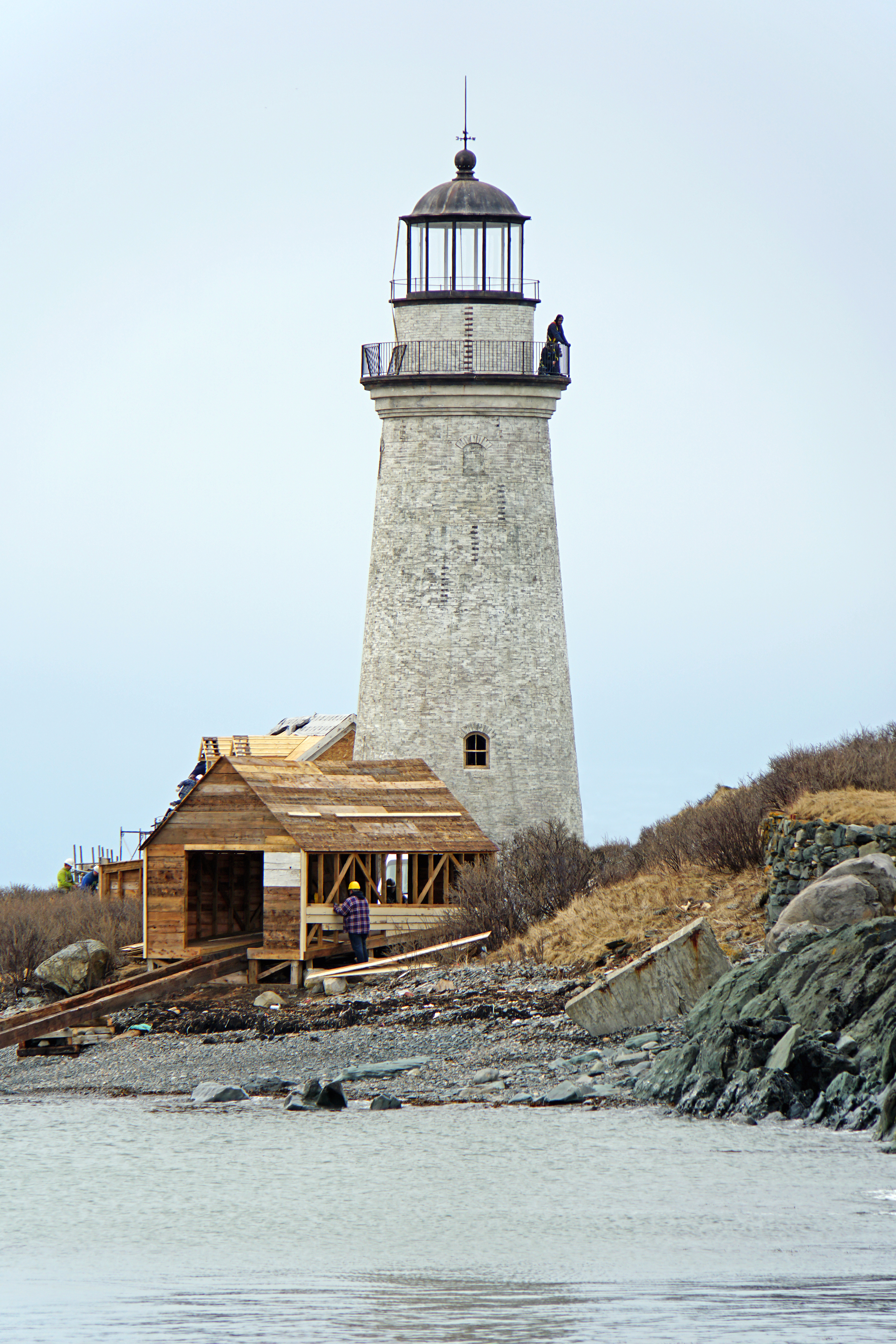
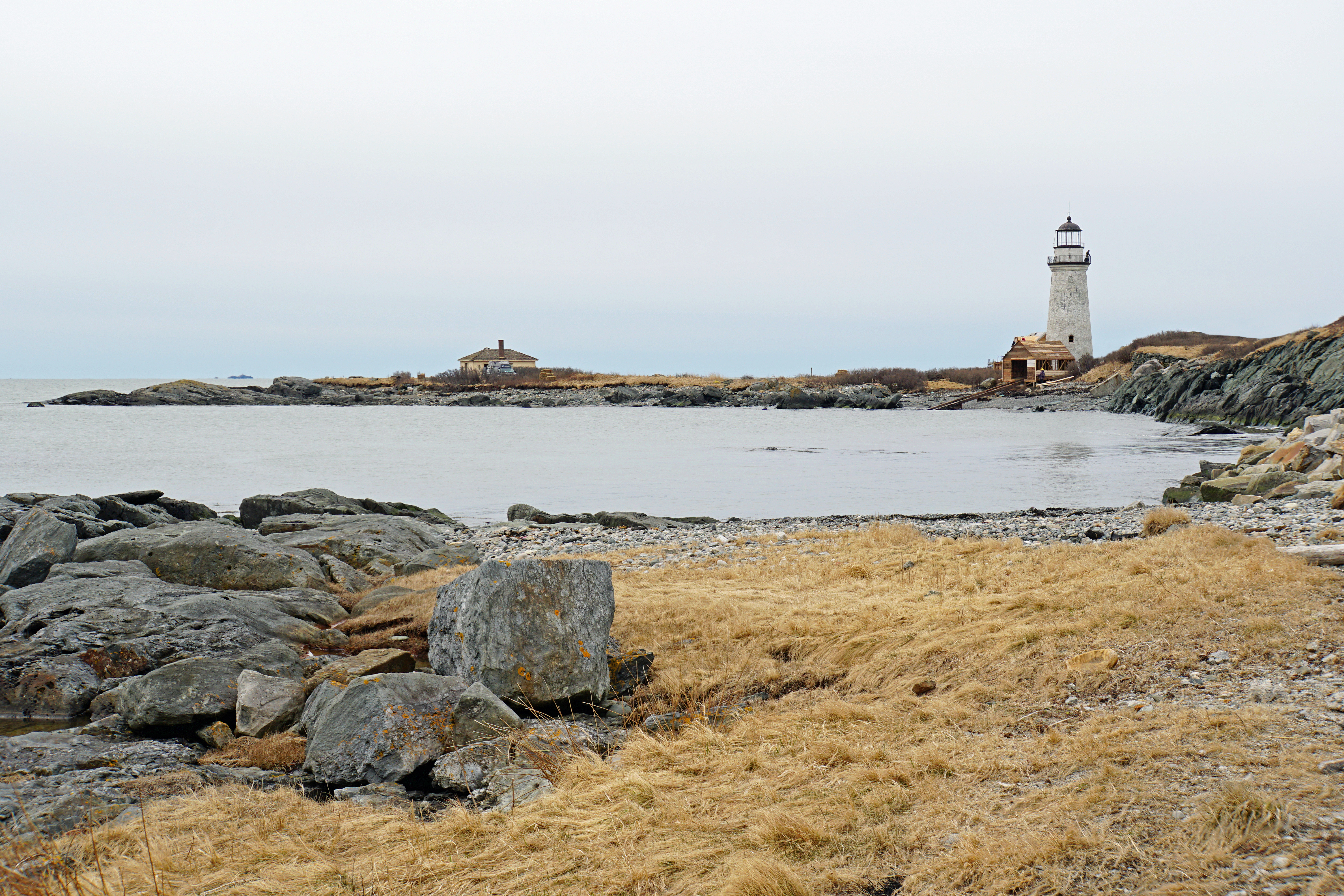
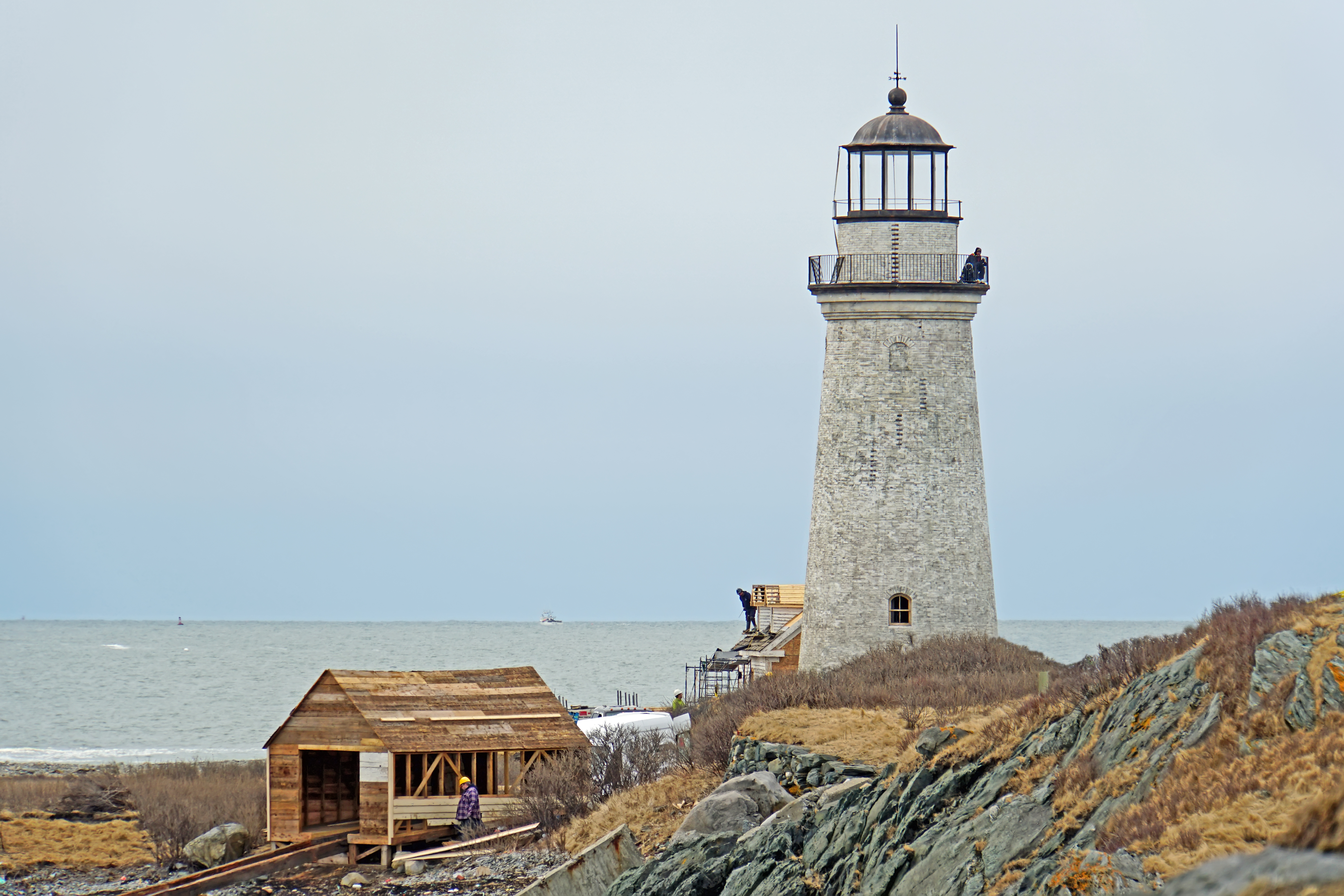
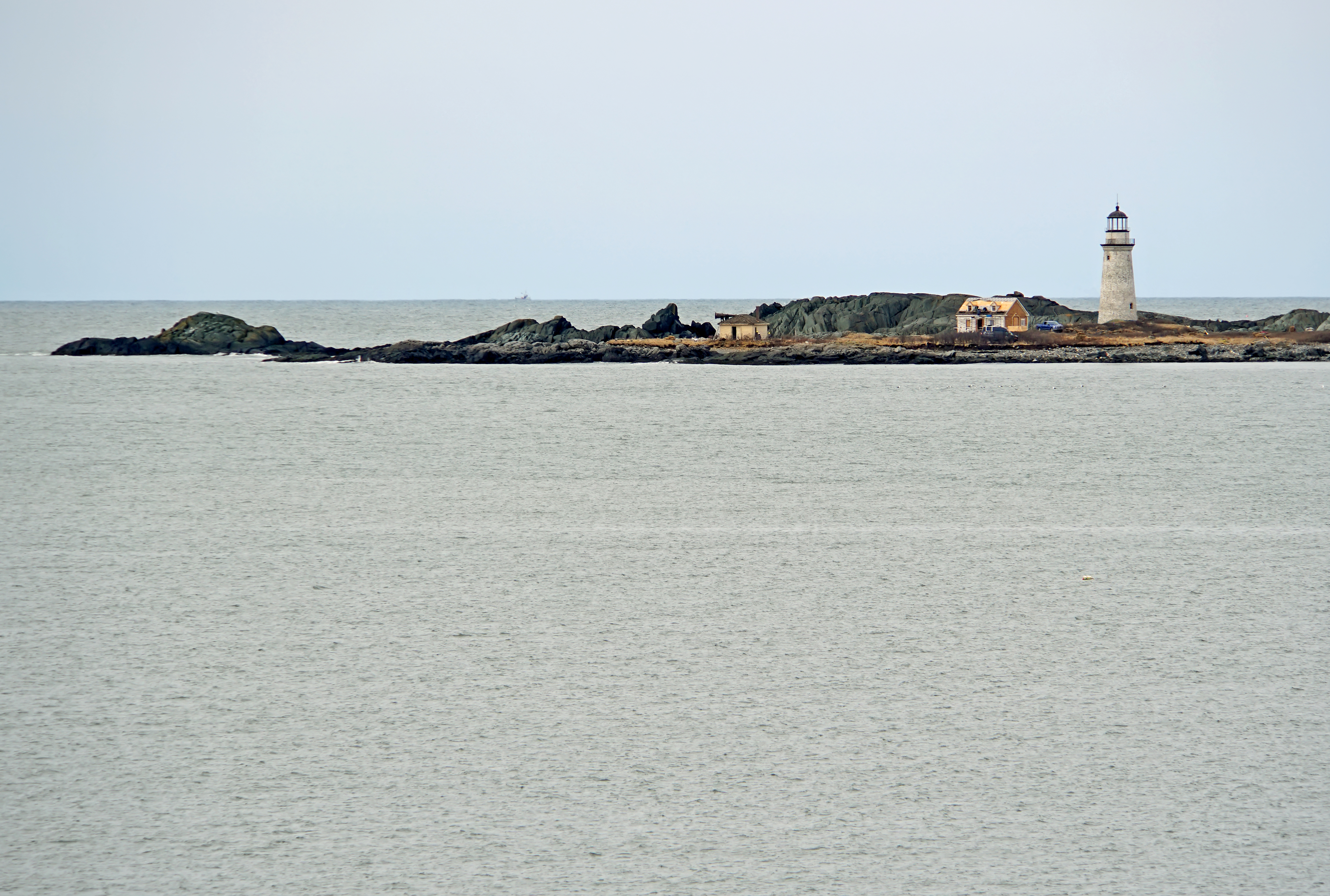

### Filmmusik und Veröffentlichung
Die Filmmusik komponierte Mark Korven, mit dem Eggers ebenfalls bereits für The Witch zusammengearbeitet hatte. Der Soundtrack, der insgesamt 13 Musikstücke umfasst, wurde am 18. Oktober 2019 von Milan Records auf CD veröffentlicht und sowie von Sacred Bones Records auch auf Vinyl.
Der Film wurde ab 19. Mai 2019 im Rahmen der Internationalen Filmfestspiele von Cannes in der Nebenreihe Quinzaine des Réalisateurs vorgestellt, was Thomas Schultze in Blickpunkt:Film angesichts der Wettbewerbschancen des Films eine „Schande“ und andererseits einen „Coup“ für Paolo Moretti, den neuen Leiter der Quinzaine des Réalisateurs, nannte. Im September 2019 wurde der Film beim Toronto International Film Festival im Rahmen der Special Presentations gezeigt und im gleichen Monat im Rahmen der Filmkunstmesse Leipzig und beim Festival des amerikanischen Films in Deauville im Hauptwettbewerb vorgestellt. Ende September, Anfang Oktober 2019 wurde er beim Filmfest Hamburg und beim Zurich Film Festival gezeigt, Anfang Oktober 2019 auch beim London Film Festival. Am 18. Oktober 2019 kam der Film in ausgewählte US-Kinos. Der Kinostart in Deutschland, Österreich und der Schweiz erfolgte am 28. November 2019.
Am 9. April 2020 wurde der Film mit deutscher Tonspur erstmals auf DVD und Blu-ray veröffentlicht. Die deutschsprachige TV-Premiere erfolgte am 10. Februar 2022 beim SRF 1.

## Rezeption

### Altersfreigabe
In Deutschland wurde der Film von der FSK ab 16 Jahren freigegeben. In der Freigabebegründung heißt es, die Dialoge seien teilweise vulgär, und am Ende komme es zu mehreren Gewaltszenen. Dadurch, dass einige Szenen grotesk humoristisch wirkten, werde jedoch eine emotionale Distanzierung erleichtert. Auch die an Stummfilme erinnernde Schwarzweiß-Ästhetik des Films mache es Jugendlichen ab 16 Jahren leicht, sich von der Geschichte zu distanzieren.

### Kritiken
Der Film wurde von vielen Kritikern positiv aufgenommen. Der Film konnte 90 Prozent der 388 Kritiker bei Rotten Tomatoes überzeugen und erhielt hierbei eine durchschnittliche Bewertung von 8,0 der möglichen 10 Punkte. Zusammenfassend heißt es dort: „Eine fesselnde Geschichte, brillant gefilmt und angeführt von zwei starken Darstellern: Der Leuchtturm macht Robert Eggers zu einem außergewöhnlich talentierten Filmemacher.“ Der Leuchtturm belegte bei den Annual Golden Tomato Awards in der Kategorie Best Horror Movie 2019 den zweiten Platz. Zudem belegte er einen der vorderen Plätze bei den in Cannes vorgestellten Filmen. Im Kritikerspiegel von critic.de erhielt er überwiegend positive Kritiken. Bei Metacritic bekam der Film eine Zustimmungsrate von 83/100, basierend auf 51 Kritiken.

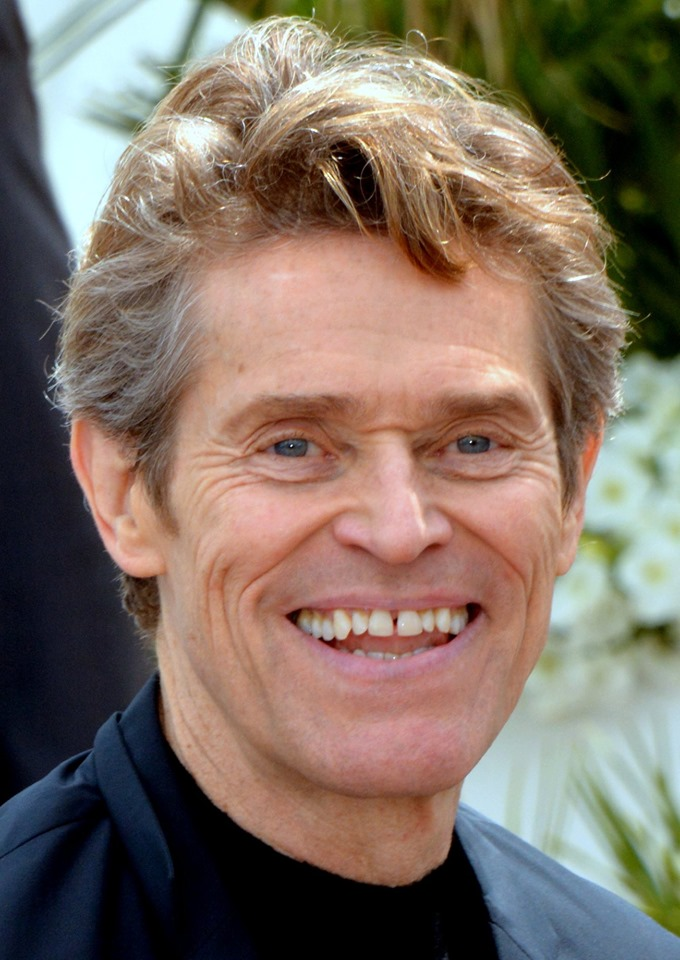
Willem Dafoe bei der Premiere des Films in Cannes im Mai 2019

Eric Kohn von IndieWire schreibt, Robert Eggers zaubere in seinem Film die Geister von Herman Melville und Andrei Tarkowski herbei, mit reichlich Anleihen an Stanley Kubrick und Béla Tarr. Das Schauspiel von Robert Pattinson und Willem Dafoe sei atemberaubend, wenn sie ihre wildesten Extreme entfesseln. The Lighthouse sei der beste Film über schlechte Mitbewohner, der jemals gedreht wurde, und sei so auf seine vielen filmischen Traditionen ausgerichtet, dass er sich wie ein Film anfühlt, der vor Jahrzehnten hätte gedreht worden sein können. Die visuelle Sprache und der Rhythmus der Geschichte vermittelten alles von Das siebente Siegel über Solaris bis zu Shining, der genaueste Vergleich sei Tarrs apokalyptischer Film Das Turiner Pferd, eine weitere moderne minimalistische Schwarz-Weiß-Saga, in der zwei Menschen gefangen sind, während die Welt um sie herum zusammenbricht.
Die Filmkritikerin Antje Wessels schreibt, neben den spektakulären Darstellerleistungen von Robert Pattinson und Willem Dafoe, die sich in einer angsteinflößenden Mischung aus lovecraftesken Visionen und dem Albtraum Einsamkeit nach und nach gegenseitig im wahrsten Sinne des Wortes in den Wahnsinn treiben, sei einer der wohl größten Vorzüge von Der Leuchtturm die virtuose Kameraarbeit von Eggers‘ Stammkameramann Jarin Blaschke. Auch die sich in Mark und Bein bohrende Soundkulisse aus Meeresgeräuschen und dem Leuchtturmsignal trage zu dem Kinoerlebnis einen entscheidenden Teil bei.
Von der Deutschen Film- und Medienbewertung wurde Der Leuchtturm mit dem Prädikat besonders wertvoll versehen. In der Begründung wird der Film als eine herausragende Variation des Horrorfilms mit den Mitteln der Stummfilmästhetik und einer avantgardistischen Tongestaltung beschrieben. In der Tradition von Ingmar Bergmans finsteren 1960er Jahren-Filmen verbinde Der Leuchtturm dabei harschen Realismus mit visionären Momenten, die den Gothic Horror der 1930er Jahre und den deutschen Expressionismus beschwörten. Die verstörende Imagination werde dabei aus der kosmischen Mythologie H. P. Lovecrafts bezogen. Es dürfte zudem kein Zufall sein, dass der Film in Maine spielt, jenem Bundesstaat, der Stephen Kings Grauen beheimatet. Dabei bleibe bis zum Ende des Films offen, wann dieser eine physische Realitätsebene hinter sich lässt und die Welt des subjektiven Wahns betritt.

### Einspielergebnisse
Die Produktionskosten des Films werden von 4 Millionen bis zu 11 Millionen US-Dollar beziffert.
Die weltweiten Einnahmen des Films aus Kinovorführungen beliefen sich auf über 18 Millionen US-Dollar, davon allein rund 10,9 Millionen US-Dollar in den USA und Kanada. In Deutschland betrugen die Einnahmen etwa 560.000 US-Dollar, in Österreich rund 80.000 US-Dollar und in der Schweiz rund 116.00 US-Dollar. In Europa wurden rund 550.000 Kinotickets verkauft, darunter 70.021 in Deutschland, 10.052 in Österreich und 6.848 in der Schweiz. In den USA erzielte der Film durch den Verkauf von DVDs und Blu-rays zusätzliche Einnahmen in Höhe von etwa 3,2 Millionen US-Dollar.

### Auszeichnungen
American Society of Cinematographers Awards 2020
- Auszeichnung mit dem Spotlight Award (Jarin Blaschke)[40]

Cork Film Festival 2019
- Nominierung für den Publikumspreis (Robert Eggers)[41]

Critics’ Choice Movie Awards 2020
- Nominierung als Bester Nebendarsteller (Willem Dafoe)
- Nominierung für die Beste Kamera (Jarin Blaschke)

Detroit Film Critics Society Awards 2019
- Nominierung für das Beste Drehbuch (Robert Eggers und Max Eggers)
- Nominierung als Bester Hauptdarsteller (Robert Pattinson)
- Nominierung als Bester Nebendarsteller (Willem Dafoe)[42]

Festival des amerikanischen Films 2019
- Nominierung im Hauptwettbewerb (Robert Eggers)
- Auszeichnung mit dem Jurypreis[43][44]

Filmfest Hamburg 2019
- Nominierung für den Art Cinema Award (Robert Eggers)[45]

Gotham Awards 2019
- Nominierung als Bester Darsteller (Willem Dafoe)

Independent Spirit Awards 2020
- Nominierung für die Beste Regie (Robert Eggers)
- Auszeichnung für die Beste Kamera (Jarin Blaschke)
- Nominierung für den Besten Filmschnitt (Louise Ford)
- Nominierung als Beste Hauptdarsteller (Robert Pattinson)
- Auszeichnung als Bester Nebendarsteller (Willem Dafoe)[46]

Internationale Filmfestspiele von Cannes 2019
- Auszeichnung mit dem FIPRESCI-Preis der Reihe Quinzaine des réalisateurs (Robert Eggers)

Online Film Critics Society Awards 2020
- Nominierung als Bester Nebendarsteller (Willem Dafoe)
- Nominierung für die Beste Kamera (Jarin Blaschke)[47]

Oscarverleihung 2020
- Nominierung für die Beste Kamera (Jarin Blaschke)

Satellite Awards 2019
- Nominierung als Bester Film – Drama
- Nominierung als Bester Nebendarsteller (Willem Dafoe)[48]